# Arlington Road
Arlington Road is een Amerikaanse dramafilm uit 1999, geregisseerd door Mark Pellington. De hoofdrollen worden vertolkt door Jeff Bridges, Tim Robbins, Joan Cusack, Hope Davis en Robert Gossett.

## Verhaal
Arlington Road is een rustige straat in de buitenwijken van Washington. Zeer geschokt door de brute dood van zijn vrouw die plaatsvond in het kader van zijn werk bij de FBI, probeert Michael Faraday, hoogleraar geschiedenis aan de George Washington-universiteit en specialist in internationaal terrorisme, op de een of andere manier zijn leven daar weer op te bouwen. Brooke Wolfe, zijn nieuwe metgezel, helpt hem zo goed als ze kan om zijn negenjarige zoon Grant op te voeden. Op een dag redt Faraday het leven van een jonge jongen, Brady Lang, die ernstig gewond is geraakt tijdens het spelen met vuurwerk. Na deze gebeurtenis raakt hij bevriend met zijn nieuwe buren, Oliver en Cheryl Lang, charmante mensen, ouders van drie jonge kinderen. Zijn innerlijke expert ontwaakt echter wanneer hij ontdekt dat Oliver Lang tegen hem heeft gelogen over enkele details van zijn leven. Zijn de Langs echt de goede mensen die ze lijken te zijn?

## Rolverdeling
| Acteur              | Personage                      |
| ------------------- | ------------------------------ |
| Jeff Bridges        | Michael Faraday                |
| Tim Robbins         | Oliver Lang / William Fenimore |
| Joan Cusack         | Cheryl Lang / Fenimore         |
| Hope Davis          | Brooke Wolfe                   |
| Robert Gossett      | FBI-agent Whit Carver          |
| Spencer Treat Clark | Grant Faraday                  |
| Mason Gamble        | Brady Lang / Fenimore          |
| Stanley Anderson    | Dr. Archer Scobee              |

## Ontvangst
De film ontving over het algemeen gunstige recensies van critici. Op Rotten Tomatoes heeft Arlington Road een waarde van 63% en een gemiddelde score van 6,10/10, gebaseerd op 92 recensies. Op Metacritic heeft de film een gemiddelde score van 65/100, gebaseerd op 26 recensies.

## Prijzen en nominaties
De belangrijkste:
| Jaar | Prijs        | Categorie                               | Genomineerde(n)                         | Uitslag     |
| ---- | ------------ | --------------------------------------- | --------------------------------------- | ----------- |
| 2000 | Saturn Award | Beste actie-, avonturenfilm of thriller | Beste actie-, avonturenfilm of thriller | Genomineerd |
| 2000 | Saturn Award | Beste vrouwelijke bijrol                | Joan Cusack                             | Genomineerd |
| 2000 | Saturn Award | Beste scenarioschrijver                 | Ehren Kruger                            | Genomineerd |